# Département de Koumpentoum
Le département de Koumpentoum est l'un des 46 départements du Sénégal et l'un des 4 départements de la région de Tambacounda.
Il a été créé par un décret du 10 juillet 2008.
Son chef-lieu est Koumpentoum.
Ses arrondissements sont :
- Arrondissement de Bamba Thialène
- Arrondissement de Kouthiaba Wolof

Les localités ayant un statut de commune sont :
- Koumpentoum, créée en 2008
- Malem Niani, (2008)